# Ramal C5 del Ferrocarril Belgrano
El Ramal C5 pertenece al Ferrocarril General Belgrano, Argentina.

## Ubicación
Se ubica en la provincia de Santiago del Estero dentro de los departamentos Moreno y Alberdi.

## Características
Es un ramal secundario de la red de vía estrecha del Ferrocarril General Belgrano, cuya extensión es de 157,8 km entre las cabeceras Quimilí y Campo Gallo. Sus vías se encuentran bajo tutela de la Trenes Argentinos Infraestructura.